# 1964-es Formula–1 belga nagydíj
Az 1964-es Formula–1-es világbajnokság harmadik futama a belga nagydíj volt.

## Futam
Belgiumban Gurney indult az első helyről, Hill előtt. Arundell remek rajtot vett és a negyedik helyről indulva az élre állt. Még az első körben Gurney, Surtees és Clark is visszaelőzte. Surtees rövid időre átvette Gurney-től a vezetést, de motorhiba miatt kiesett. Clark a 28. körben kiállt vízért, és a harmadik helyre tért vissza. A következő körben Gurney lassulni kezdett, mivel elfogyott az üzemanyaga. Ezután a vezető Hill üzemanyagpumpájával akadt probléma. A vezetést ekkor Bruce McLaren szerezte meg, de az utolsó körben, az utolsó kanyar előtt motorja tönkrement és autója a célvonal felé gurult. Ekkor jelent meg Clark, aki teljes sebességgel elhaladt McLaren mellett és megnyerte a versenyt. (Végül Clarknak is elfogyott az üzemanyaga a levezető körben.) Brabham harmadik, Ginther negyedik lett.
| Helyezés | #  | Versenyző          | Csapat/Motor    | Futott körök | Idő/Kiesés oka         | Rajthely | Pontszám |
| -------- | -- | ------------------ | --------------- | ------------ | ---------------------- | -------- | -------- |
| 1        | 23 | Jim Clark          | Lotus-Climax    | 32           | 2:06'40,5              | 6        | 9        |
| 2        | 20 | Bruce McLaren      | Cooper-Climax   | 32           | + 3,4                  | 7        | 6        |
| 3        | 14 | Jack Brabham       | Brabham-Climax  | 32           | + 48,1                 | 3        | 4        |
| 4        | 2  | Richie Ginther     | BRM             | 32           | + 1'58,6               | 8        | 3        |
| 5        | 1  | Graham Hill        | BRM             | 31           | Üzemanyag-szivattyú    | 2        | 2        |
| 6        | 15 | Dan Gurney         | Brabham-Climax  | 31           | Kifogyott az üzemanyag | 1        | 1        |
| 7        | 4  | Trevor Taylor      | BRP-BRM         | 31           | + 1 kör                | 12       |          |
| 8        | 6  | Giancarlo Baghetti | BRM             | 31           | + 1 kör                | 17       |          |
| 9        | 24 | Peter Arundell     | Lotus-Climax    | 28           | Motor túlmelegedés     | 4        |          |
| 10       | 3  | Innes Ireland      | BRP-BRM         | 28           | + 4 kör                | 16       |          |
| Kiz      | 29 | Peter Revson       | Lotus-Climax    | 28           | Kizárva                | 10       |          |
| Kiesett  | 17 | Jo Siffert         | Brabham-Climax  | 14           | Motorhiba              | 13       |          |
| Kiesett  | 21 | Phil Hill          | Cooper-Climax   | 13           | Motorhiba              | 15       |          |
| Kiesett  | 11 | Lorenzo Bandini    | Ferrari         | 12           | Motorhiba              | 9        |          |
| Kiesett  | 28 | André Pilette      | Scirocco-Climax | 11           | Motorhiba              | 20       |          |
| Kiesett  | 16 | Jo Bonnier         | Brabham-Climax  | 8            | Betegség               | 14       |          |
| Kiesett  | 10 | John Surtees       | Ferrari         | 4            | Motorhiba              | 11       |          |
| Kiesett  | 27 | Chris Amon         | Lotus-BRM       | 3            | Motorhiba              | 5        |          |

### Statisztikák
Vezető helyen:
- Dan Gurney: 28 (1-2 / 4-29)
- John Surtees: 1 (3)
- Graham Hill: 2 (20-31)
- Jim Clark: 1 (32)

Jim Clark 12. győzelme, Dan Gurney 3. pole-pozíciója, 1. leggyorsabb köre.
- Lotus 17. győzelme.